# Seirei Gensouki: Spirit Chronicles
Seirei Gensouki: Spirit Chronicles (яп. 精霊幻想記 Сэйрэй гэнсо:ки) — серия ранобэ, написанных Юри Китаяма с иллюстрациями Рив. Изначально история была опубликована онлайн на сайте любительских публикаций Shōsetsuka ni Narō. Права на её печать позже были приобретены Hobby Japan, которое с октября 2015 года выпускает его под своим импринтом HJ Bunko. Манга-адаптация с иллюстрациями tenkla выходила на сайте Comic Fire с октября 2016 до февраля 2017 года, но выпуск был остановлен по состоянию здоровья автора. Вторая манга-адаптация в этот раз с иллюстрациями Футаго Минадуки начала выходить на том же сайте с июля 2017 года. Премьера аниме-сериала студии TMS Entertainment состоялась 6 июля 2021 года.

## Сюжет
Рио — сирота, живущий в трущобах столицы королевства Белтрам, мальчик на побегушках у местной шпаны. Однажды в нём пробуждаются воспоминания о прошлой жизни. В ней он был обычным японским студентом по имени Харуто Амакава, погибшим в аварии, когда грузовик врезался в автобус, в котором он ехал. После того как он волею судьбы смог спасти похищенную вторую принцессу королевства Фиону, Рио оказывается награжден — его зачисляют в королевскую академию, где обычно учатся только аристократы. Там он сталкивается с дискриминацией, но благодаря воспоминаниям Харуто оказывается способен отнестись к этому по-взрослому и даже стать одним из лучших учеников. После пяти лет учебы во время школьного путешествия он оказывается ложно обвинен в попытке убить принцессу Фиону, так что он решает бежать из королевства на родину своих родителей на востоке.
В ходе своих путешествий Рио становится искателем приключений, оказывается замешан в дипломатических интригах, заключает контракт с одним из высших духов, а также встречает других людей из Японии, включая тех, кто как и он погиб в той же аварии и был перерожден в новом мире, так и тех, кто был перенесен в него и считался пропавшим уже пять лет к моменту гибели Харуто, включая его первую любовь Михару Аясэ.

## Персонажи
- Харуто Амакава (яп. 天川春人 Амакава Харуто) / Рио (яп. リオ) — главный герой истории. Рио сирота, пылающей желанием отомстить тем, кто виновин в гибели его семьи. Однажды к нему возвращаются воспоминания о прошлой жизни в Японии как Харуто Амакавы, обычного студента, погибшего в аварии. Ценности и воспоминания сразу и Рио, и Харуто сначала выбивают его из колеи, но со временем он находит способ с этим справиться. Он получает способность использовать магию духов от Айсии, а благодаря навыкам, полученным Харуто в прошлой жизни, знаком с манерами, фехтованием и оказывается хорош в учёбе. Попав в награду за спасение принцессы в королевскую академию, Рио старался не выделяться, но в итоге был ложно обвинен в попытке убийства принцессы Фионы и был вынужден бежать из страны. он направляется на родину родителей на восток, но позже возвращается, чтобы отомстить своим обидчикам, взяв новое имя — Харуто Амакава.

Сэйю: Ёсицугу Мацуока, Аяка Сува (в детстве)
- Селия Клэр (яп. セリア＝クレール Сэриа Курэ:ру) — учительница в королевской академии, специализирующаяся на изучении магии. Она с успехом закончила академию в раннем возрасте и всего лишь на 5 лет старше Рио. Во время его учебы помогала ему и стала первым человеком, по-хорошему отнёсшимся к Рио.

Сэйю: Аканэ Фудзита
- Айсия (яп. アイシア) — одна из высших духов, заключившая контракт с Рио. Старается сделать всё возможное, чтобы он стал счастлив.

Сэйю: Юки Кувахара
- Латифа (яп. ラティーファ Рати:фа) — зверочеловек, бывшая рабыней герцога Гугенота и тренированная в качестве профессионального убийцы. В детстве в ней проснулись воспоминания Судзунэ — девочки из Японии, влюбленной в Харуто и погибшей в той же аварии, что и он. Когда ей было поручено убить Рио, выследила его и проиграла, Рио удалось отразить её атаки и снять с неё рабский ошейник, что освободило Латифу. После этого она решила везде следовать за ним и стала его приёмной младшей сестрой.

Сэйю: Томори Кусуноки
- Михару Аясэ (яп. 綾瀬美春 Аясэ Михару) — подруга детства и первая любовь Харуто. Пропала без вести за пять лет до его гибели. Позже Рио находит её в новом мире и поначалу не знает, как теперь общаться с ней.

Сэйю: Саяка Харада
- Кристина Белтрам (яп. クリスティーナ＝ベルトラム Курисути:на Бэрутораму) — первая принцесса Белтрама, с самого начала державшаяся от Рио на расстоянии.

Сэйю: Саюми Судзусиро
- Флора Белтрам (яп. フローラ＝ベルトラム Фуро:ра Бэрутораму) — вторая принцесса Белтрама, которую Рио не раз спасал от смерти. Окружающие считают её доброй, и с самого начала она всегда старалась заступаться за Рио и хотела подружиться с ним, но окружающие не допускали этого.

Сэйю: Каэдэ Хондо

## Медиа

### Ранобэ
История была написана Юри Китаямой и изначально публиковалась на сайте любительских публикаций Shōsetsuka ni Narō. Права на её печать позже были приобретены Hobby Japan, которое с октября 2015 года выпускает его под своим импринтом HJ Bunko с иллюстрациями Рив.
Ранобэ было лицензировано в Северной Америке J-Novel Club. Цифровая версия четвёртого тома ранобэ после выхода была снята с продажи на Amazon по неизвестной причине, единственным комментарием со строны магазина было, что платформа оставляет за собой окончательное право решать, что является «подходящим» для продажи на ней. Позже том был возвращен в продажу.

### Манга
Манга-адаптация с иллюстрациями tenkla выходила на сайте Comic Fire с октября 2016 до февраля 2017 года, но выпуск был остановлен по состоянию здоровья автора. Вторая манга-адаптация в этот раз с иллюстрациями Футаго Минадуки начала выходить на том же сайте с июля 2017 года.
Вторая манга была лицензирована в Северной Америке J-Novel Club.

### Аниме
Аниме-сериал был анонсирован издательством Hobby Japan 27 ноября 2020 года. Его производством занимается студия TMS Entertainment, режиссёром назначен Осаму Ямасаки, он же вместе с Мицутакой Хиротой, Мэгуми Сасано и Ёсико Накамурой отвечает за сценарий, дизайнером персонажей стала Кёко Юфу, а Ясуюки Ямадзаки — композитором. Wao World отмечена как помогающая при создании анимации. Марика Коно исполняет начальную тему «New story», а Агури Ониси — завершающую «Elder flower». Премьера сериала состоялась 6 июля 2021 года на каналах TV Tokyo, BS Fuji и AT-X.

### Видеоигра
В апреле 2021 года было объявлено о создании и выпуске основанной на франшизе ролевой игре под названием Seirei Gensouki Another Tale. Игра будет выпущена сервисом G123, предоставляющим игры через браузеры на компьютерах и мобильных устройствах.

## Критика
В обзорах первого тома ранобэ Seirei Gensouki: Spirit Chronicles критики сочли произведение невпечатляющим. Seirei Gensouki: Spirit Chronicles следует шаблонам исэкай, хотя сюжет ранобэ темней, чем многих других произведений жанра. Не на уровне Goblin Slayer, а скорее ближе к первому тому Arifureta, чем более лёгким произведениям наподобие Didn’t I Say to Make My Abilities Average in the Next Life?!. Во многом это следует из мира и условий, в которых оказывается Рио — сын иммигрантов, сирота, живущий в трущобах и работающий на побегушках у местной банды. Даже когда он спасает принцессу королевства всё, что это ему даёт — пытки в руках королевской стражи, неверящей, что он не был замешан в похищении с самого начала. Шон Гофри в своем обзоре назвал главного героя одним из самых скучных персонажей, что ему когда-либо попадались. Сам Рио практически не реагирует ни на что, в том числе на травлю со стороны детей аристократов в школе либо из-за более взрослого подхода к этому Харуто, либо из-за того, что по сравнению с тем, что пережил Рио, живя в банде, всё не так и плохо. Гора сваливающихся на него неприятностей вполне может быть компенсацией автора за читерские способности от перехода в другой мир и проглядывающий будущий гарем. К концу первого тома Seirei Gensouki: Spirit Chronicles всё ещё мало чем выделяется на фоне схожих произведений, хотя присутствуют намеки, что это изменится.